# Ellingi asszony

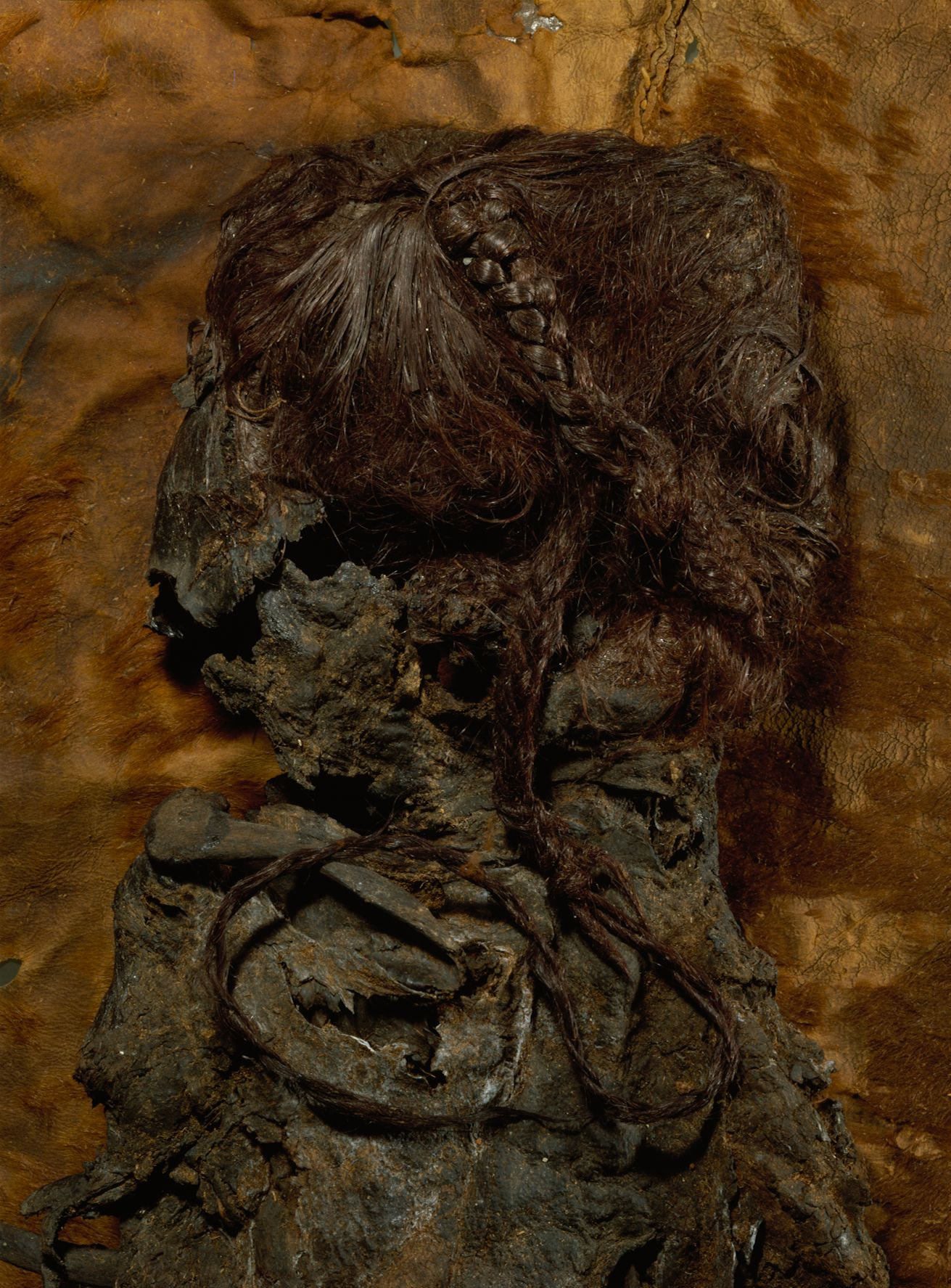
Ellingi asszony

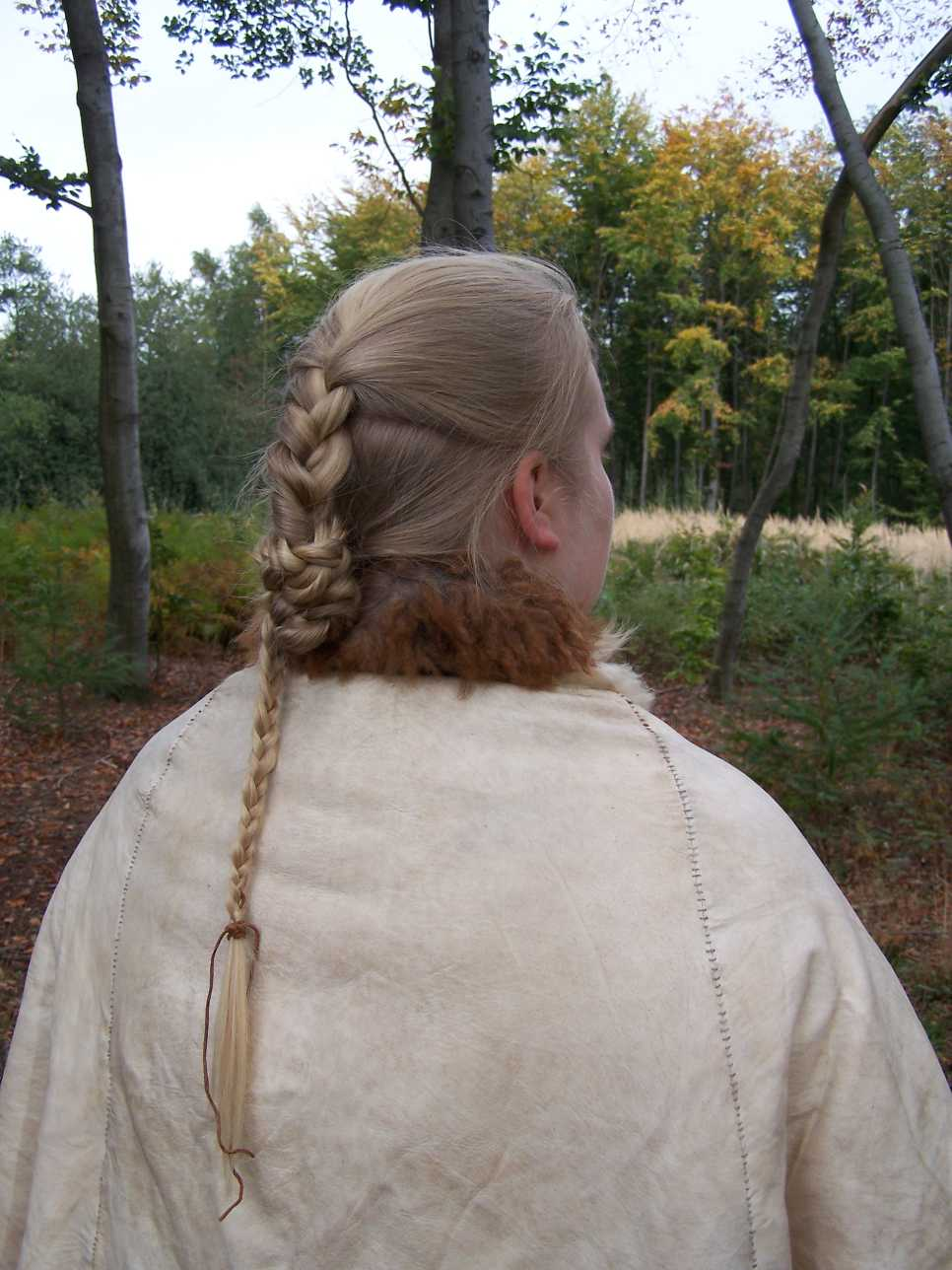
Az Ellingi asszony hajviseletének és köpenyének rekonstrukciója

Az ellingi asszony (dánul: Ellingkvinden) egy lápba temetett vaskori asszony természetes múmiája, amelyre 1938-ban a dániai Jylland-félszigeten, a Silkeborg melletti Bjældskovdal tőzeglápban találtak rá. Kr. e. 280 körül kivégzés vagy rituális emberáldozat során halt meg.

## Története
A Bjældskovdal mocsár területén, Silkeborgtól 10 kilométerre nyugatra, Jens Zakariasson földműves, 1938-ban tőzegkitermelés közben talált rá a tetemre. Először azt hitte, hogy egy vízbe fulladt állat maradványaira bukkant, mert a test bőrköpenybe csomagolva feküdt a lápban.  Mivel közismert volt, hogy ebből a mocsárból 1927 óta több vaskori leletet emeltek ki, ezért Zakariasson értesítette a régészeti hatóságot.

### Vizsgálatok
A jó állapotban konzerválódott lápi tetemet először, a koppenhágai Dán Nemzeti Múzeum szakértői vizsgálták meg, majd 1976-ban a Silkeborg Múzeum kutatói ismételt igazságügyi orvosszakértői, röntgen, fogászati és 14C-es kormeghatározás vizsgálatokat végeztek.

#### A test
A holttestet báránybőr köpenybe burkolták, amelyet térde magasságában marhabőr zsineggel átkötöttek. Halála időpontjában a mumifikálódott személy 25-30 év körüli volt. Maradványain külsőleg semmiféle betegség, vagy testi elváltozás jeleit nem találták; a belső vizsgálatok tanúsága szerint csontritkulásban szenvedett. Az orvosok, a tetem nyakán látható kötélnyomok alapján megállapították, hogy felakasztották, vagy megfojtották, majd holttestét a mocsárba süllyesztették. A tetem nemének meghatározásában a múmia 90 centiméter hosszú, bonyolult fonatokkal frizurába rendezett haja segítette az orvosokat. A szénizotópos kormeghatározás eredményeként az asszony halálának idejét Kr.e. 210-körülire (± 70 év) teszik.

#### Ruházat
A nő tetemét finom kidolgozottságú, nyakban kötődő, rövidre nyírott szőrű báránybőr köpenybe csavarták. A köpenyt négyzetes bőrdarabokból, apró öltésekkel varrták össze, szélein és nyaki részén egy vékony bőrcsíkkal erősítették meg. A köpenyen kívül csupán egy 4-5 centiméter széles és 67 cm hosszú gyapjúövet találtak a holttesten, amely arra enged következtetni, hogy a fiatal nő feltehetően növényi alapanyagokból (len, kender, csalán) készült blúzt és szoknyát viselt, amelyek elbomlottak a lápban.

## Külső hivatkozások
- Museum Silkeborg mit Informationen zur Frau von Elling und Foto (nur in der dänischen Version sichtbar!)
- Ellingkvinden

Koordináták: é. sz. 56° 09′ 54″, k. h. 9° 23′ 35″56.165000°N 9.393056°E